# Manurhin (scooter)

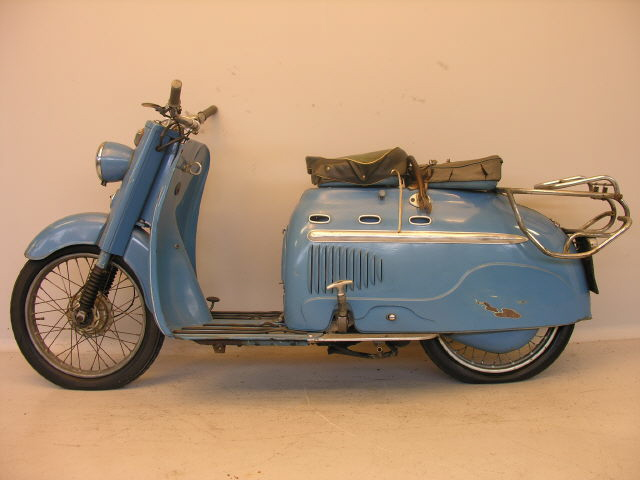
Deze Manurhinscooter uit 1958 is in feite een DKW Hobby-scooter

Manurhin is een historisch merk van scooters.
B.P, Mulhouse-Bourtzwiller, Haut-Rhine (1955-1962).
Franse firma die nadat in Duitsland de bouw van de DKW-Hobby scooter beëindigd was deze 75cc-tweetakt-scooters verder bouwde.